# Mead Ranch
Mead Ranch – jednostka osadnicza w Stanach Zjednoczonych, w stanie Arizona, w hrabstwie Gila.